# Zoran Filipović
Pour les articles homonymes, voir Filipović.
Zoran Filipović est un footballeur monténégrin né le 6 février 1953 à Titograd en Yougoslavie (actuellement Podgorica au Monténégro).

## Biographie
Ancien international yougoslave, Filipović a joué pour l'Étoile Rouge de Belgrade dans les années 1970, trois saisons pour le Benfica Lisbonne dans les années 1980, avant de terminer sa carrière au Boavista FC.
Il est l'un des meilleurs buteurs des compétitions européennes de tous les temps avec 38 buts. Il a joué la finale de la coupe UEFA 1983 avec le Benfica Lisbonne et totalise 477 apparitions et 302 buts durant sa carrière sous le maillot du club no 1 de Belgrade.

## Carrière

### Carrière en club
- 1969-1980 :  Étoile rouge de Belgrade
- 1980-1981 :  Club Bruges KV
- 1981-1984 :  Benfica Lisbonne
- 1984-1985 :  Boavista FC

### Carrière internationale
- 13 sélections en équipe nationale de Yougoslavie, 2 buts (entre 1970 et 1975)

### Carrière d'entraîneur
- 1988-1993 :  SC Salgueiros
- 1993-1994 :  SC Beira-Mar
- 1994-1996 :  Benfica Lisbonne (assistant)
- 1997 :  Boavista FC
- 1997-1998 :  RF Yougoslavie
- 1998 :  Vitoria Guimarães
- 1999 :  Sampdoria Gênes (assistant)
- 1999-2000 :  RF Yougoslavie (assistant)
- 2000 :  Paniónios GSS
- 2001-2003 :  Étoile rouge de Belgrade
- 2003-2004 :  Al Sha'ab Sharjah
- 2005-2007 :  Serbie-et-Monténégro (directeur)
- 2007-2010 :  Monténégro
- 2010 :  FC Ceahlăul Piatra Neamț
- 2010-2011 :  Golden Arrows
- 2011-2012 :  FK Atyrau
- 2020-mai 2021 :  Libye[1]